# Tlutkaraguis
Tlutkaraguis (auch: Adorius, Telutkarungutes, Tlutkarnguis) ist eine unbewohnte Insel von Palau.

## Geographie
Tlutkaraguis ist eine winzige, schmale und Sichelmond-förmige Insel im Bereich der UNESCO-Welterbestätte Südliche Lagune der Rock Islands, (Chelbacheb-Inseln). Sie gehört zu den Ngeruktabel Islands und ist eine der nördlichsten Inseln im Norden der Hauptinsel Ngeruktabel.